# ليستير كوهن
ليستير كوهن (بالإنجليزية: Lester Cohen)‏ (17 أغسطس 1901 - 17 يوليو 1963)؛ روائي أمريكي.

## روابط خارجية
- ليستير كوهن على موقع IMDb (الإنجليزية)
- ليستير كوهن على موقع قاعدة بيانات الفيلم (الإنجليزية)